# Walther Baedeker

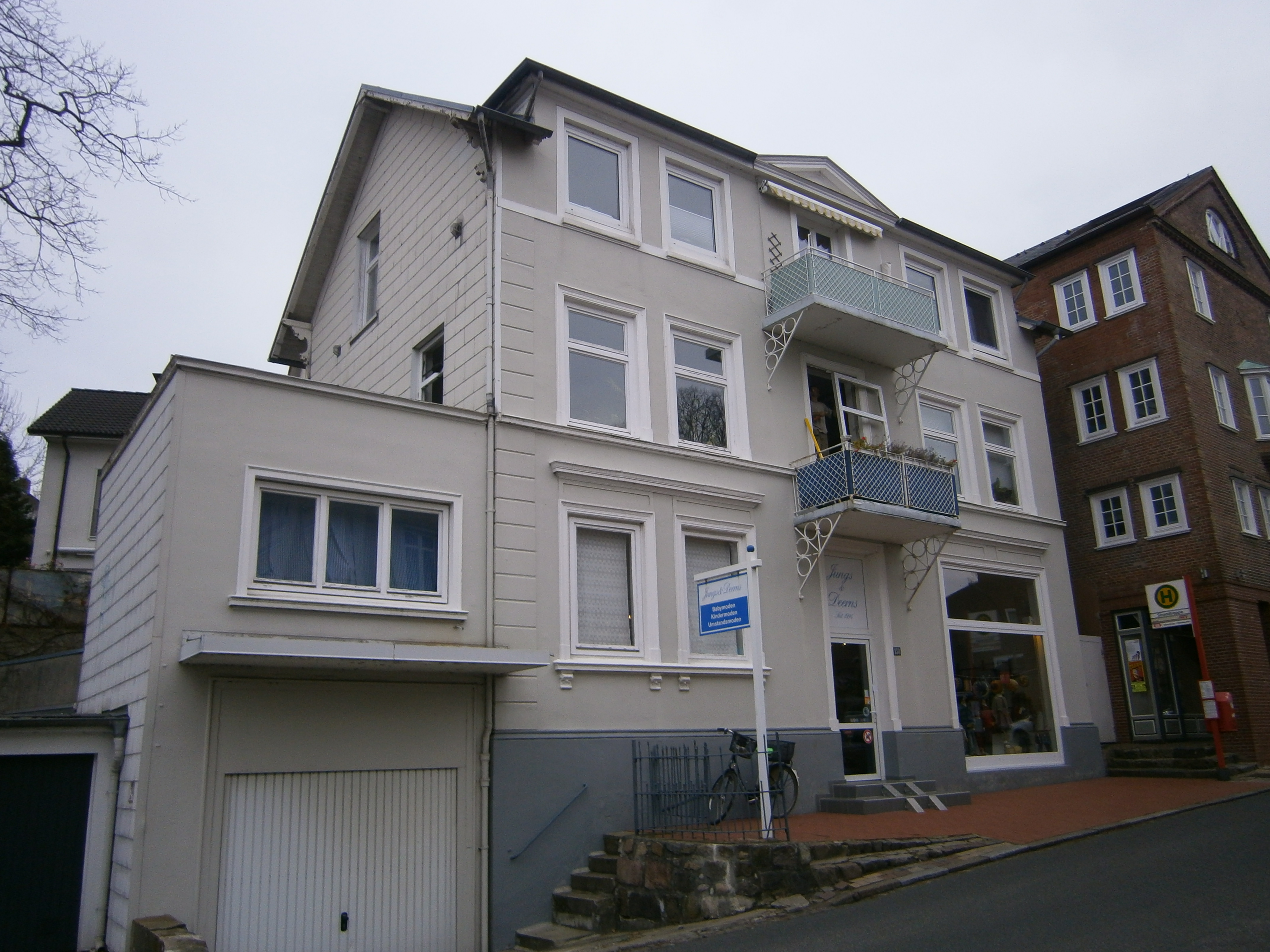
Ehemaliges Wohnhaus und Atelier von Walther Baedeker, Blankeneser Hauptstraße 160 (eigener Umbau eines Speichers, 1921)

Walther Baedeker (* 10. Juli 1880 in Essen; † 29. Juli 1959 in Altenschwand) war ein deutscher Architekt. 

## Leben
Baedeker war der Sohn des Verlegers Julius Baedeker. 1888 kam er mit seiner Familie nach Hamburg und besuchte dort die Realschule von F. und W. Glitza. Von 1901 bis 1904 studierte er an der Technischen Hochschule Stuttgart bei Theodor Fischer. Ab 1906 wohnte er in Hamburg-Blankenese bzw. Dockenhuden und war als Architekt tätig. 1914 kauften er und seine Ehefrau Hadwig ein Ferienhaus in Kampen. Ab ca. 1928 lebte Baedeker, mittlerweile mit der Schwester seiner ersten Ehefrau Frieda verheiratet, hauptsächlich auf Sylt, unterhielt jedoch weiterhin ein Büro und eine Wohnung in Hamburg. Vor dem Zweiten Weltkrieg zog er mit seiner dritten Ehefrau Lilly nach Altenschwand, wo er 1959 starb. Seine Grabstätte liegt in Keitum auf Sylt. Eine 2013 aufgestellte Stele auf dem Kampener Kunstpfad erinnert an ihn.
In Hamburg-Allermöhe wurde 1979 der Baedekerbogen nach ihm benannt. Einige seiner Gebäude stehen unter Denkmalschutz.

## Bauten und Entwürfe

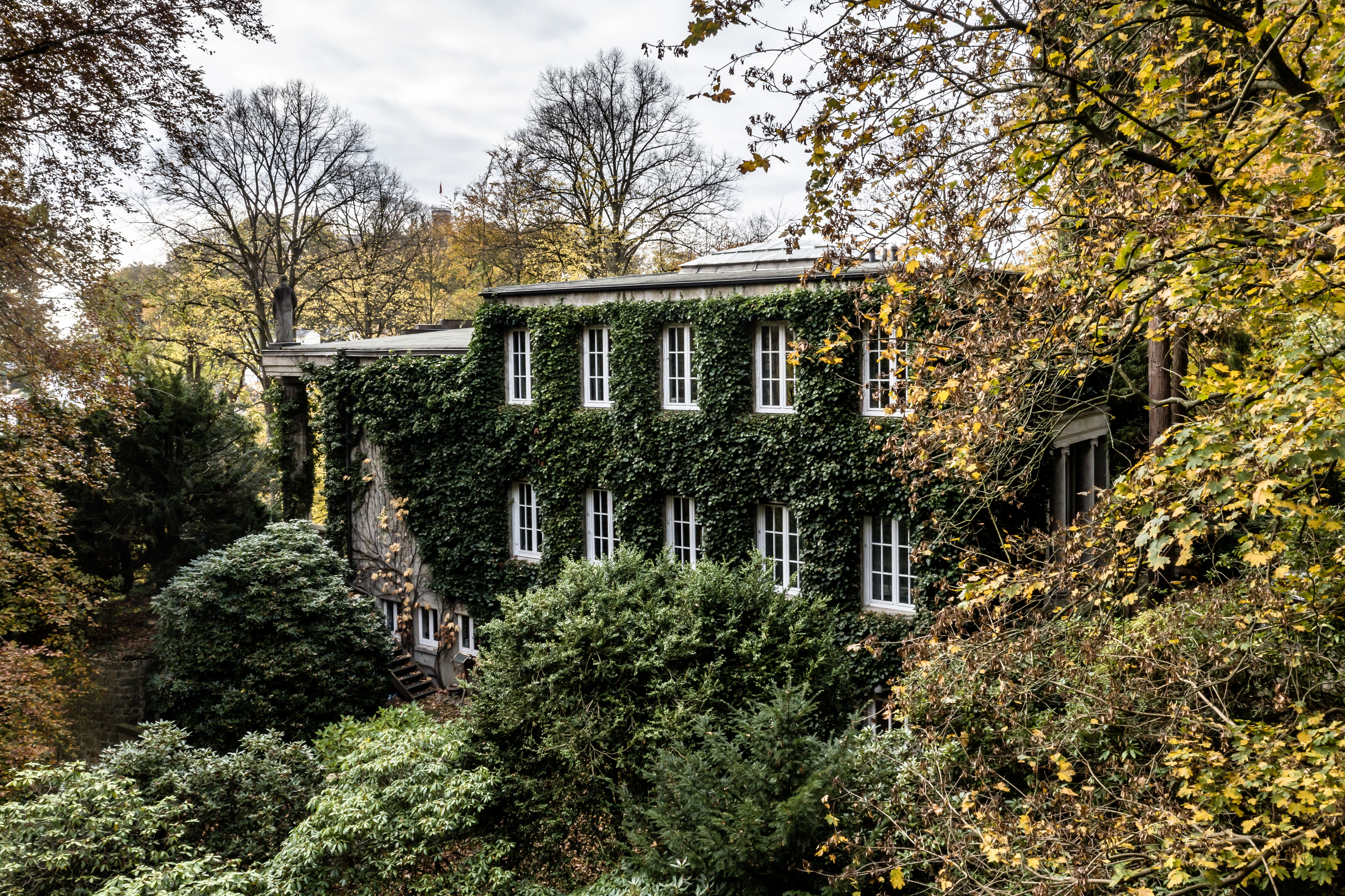
Villa Jako

Baedeker war vor allem in Hamburg-Blankenese und auf Sylt mit dem Bau von Landhäusern und Villen tätig. Zu seinen Werken zählen unter anderem das Richard-Dehmel-Haus, die Villa Jako und der Umbau des Gymnasiums Blankenese in Hamburg sowie das Haus Kliffende in Kampen. Er entwarf auch diverse Ferienhäuser auf Sylt, unter anderem den Wicherthof in Kampen für Fritz Wichert (1933). Typisch für Baedekers Bauten war das Zusammenspiel von Haus, Garten und Umgebung. Eine Ausnahmestellung in seinem Werk nimmt das Mundsburghaus (1930/1931, im Zweiten Weltkrieg größtenteils zerstört) in Hamburg-Uhlenhorst ein – zum einen, weil es Einflüsse des Neuen Bauens zeigte, zum anderen, weil es sich bei dem Auftrag um einen großen Wohnblock mit Ladenlokalen im Erdgeschoss und einem UFA-Kino im Kellergeschoss handelte.

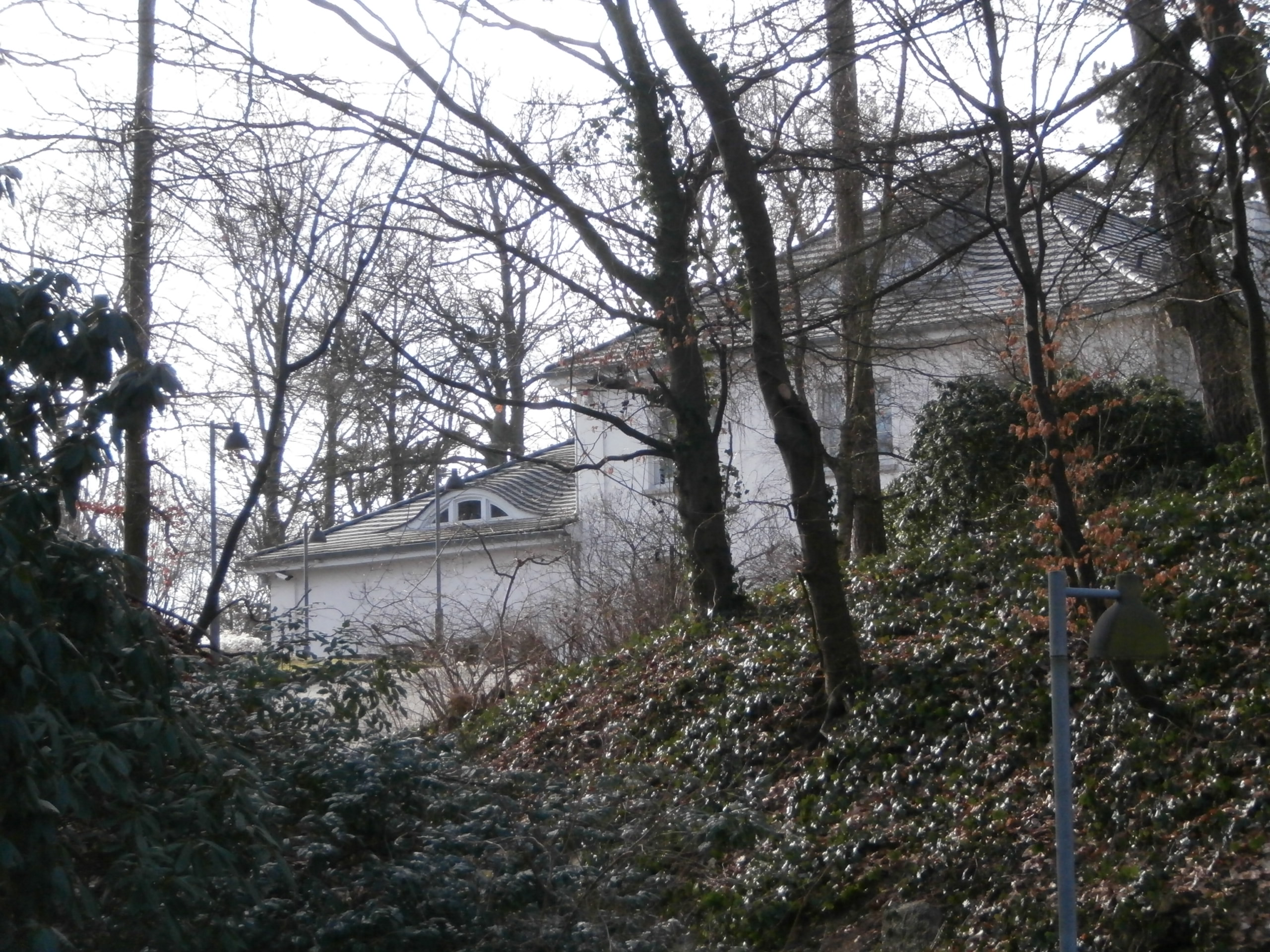
Wohnhaus für Otto Illies (1911)
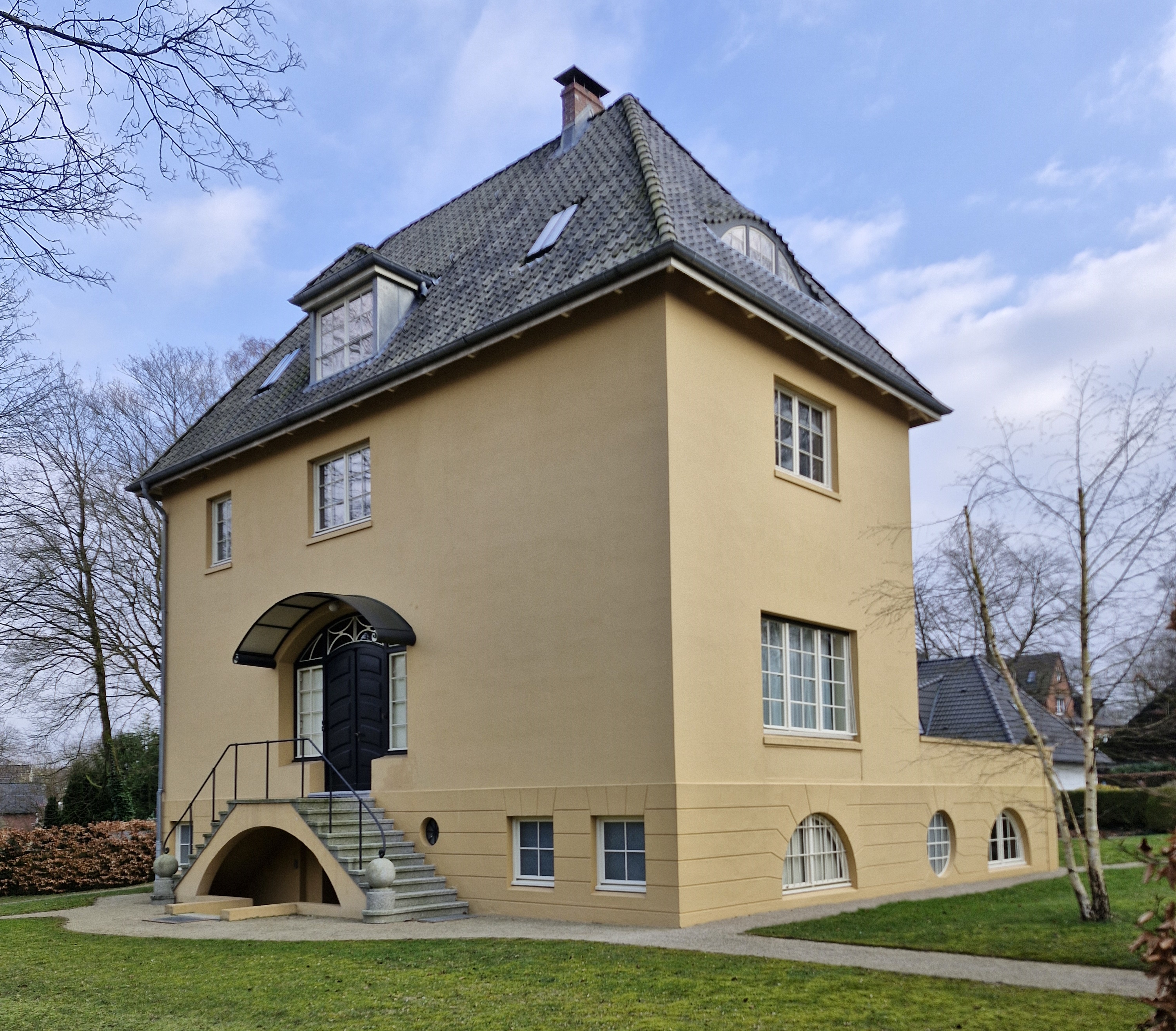
Richard-Dehmel-Haus (1912)
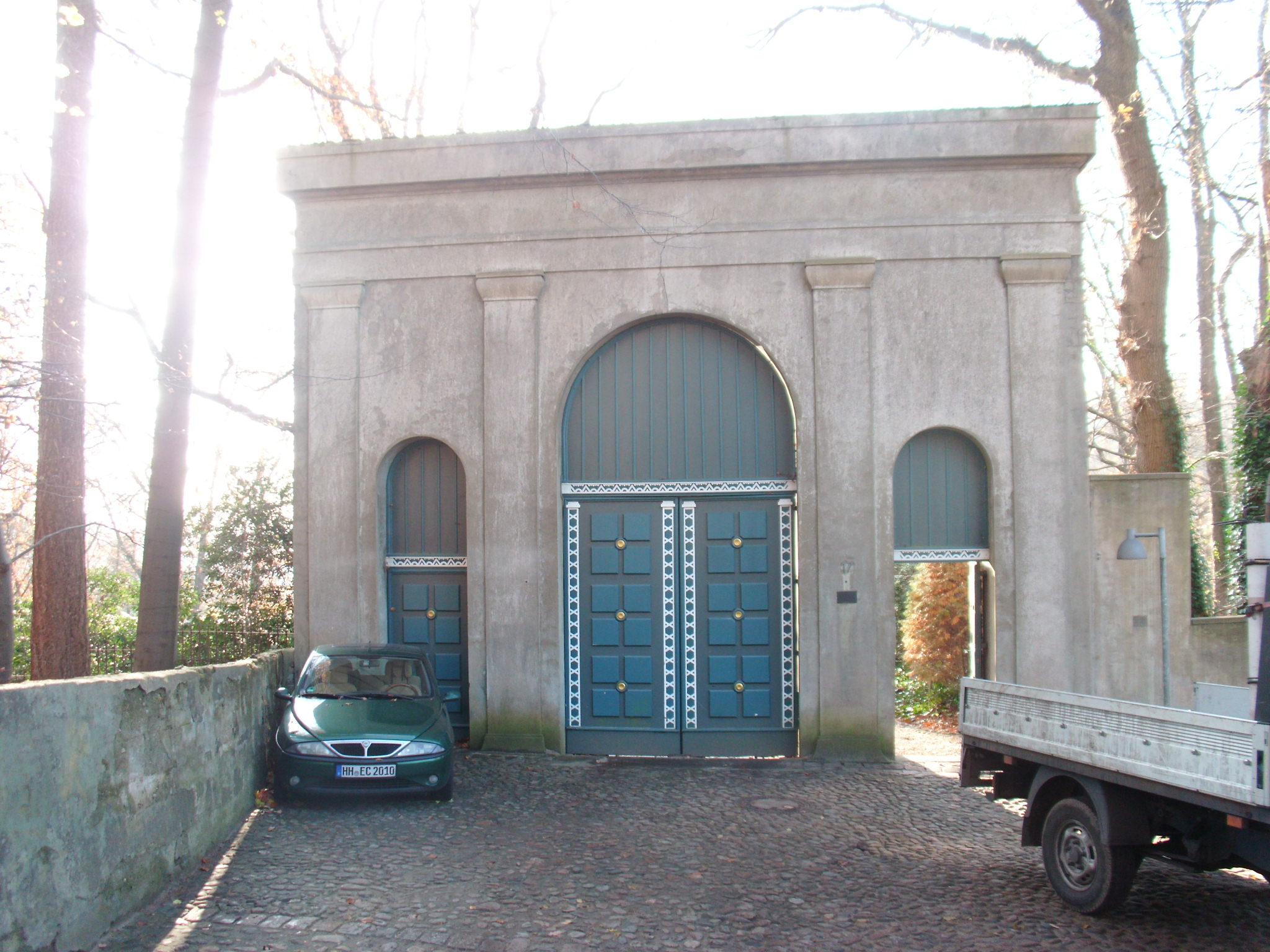
Haus Witte, heute Villa Jako, Portal (1922, 1927)
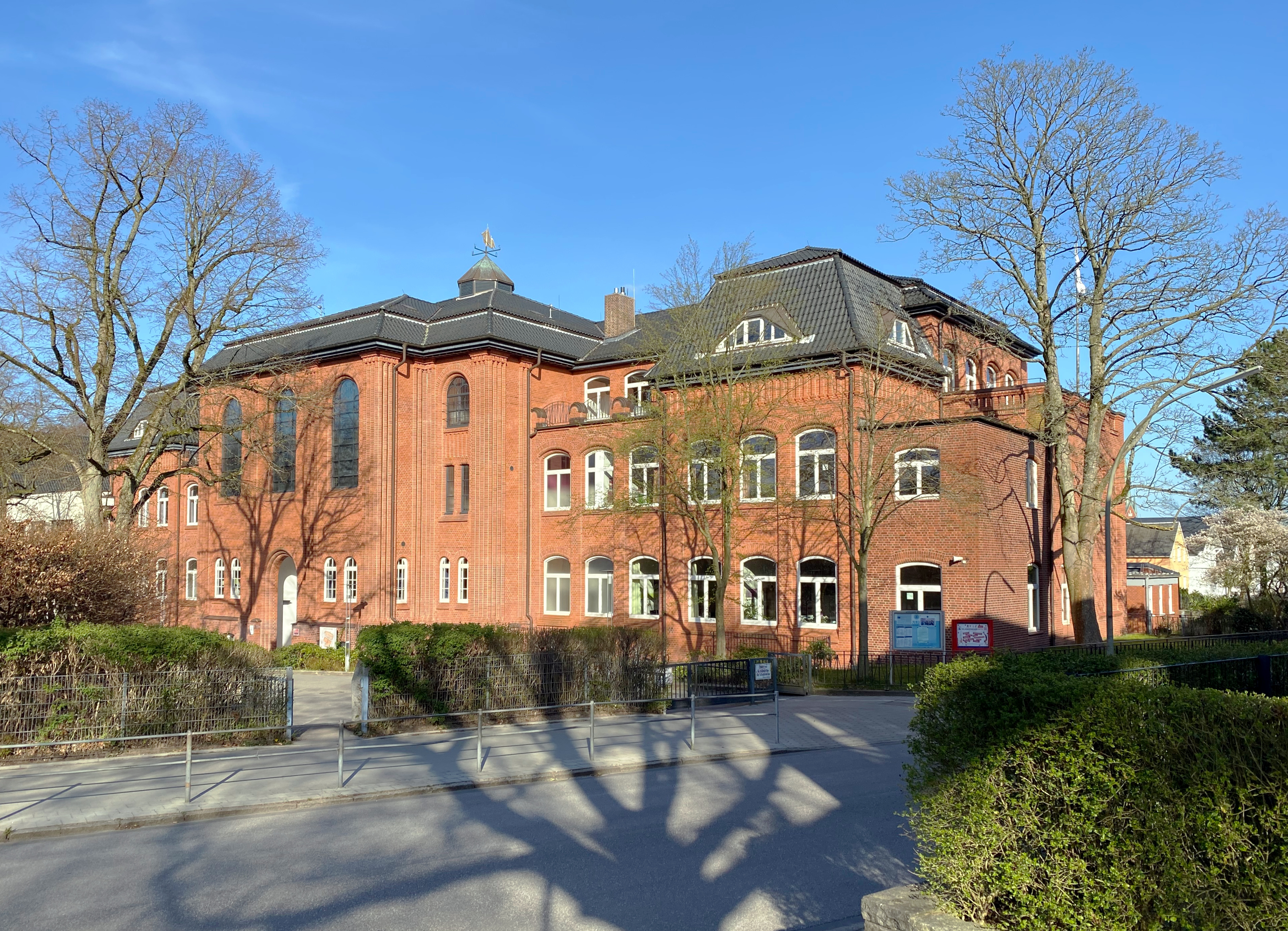
Gymnasium Blankenese (1925)
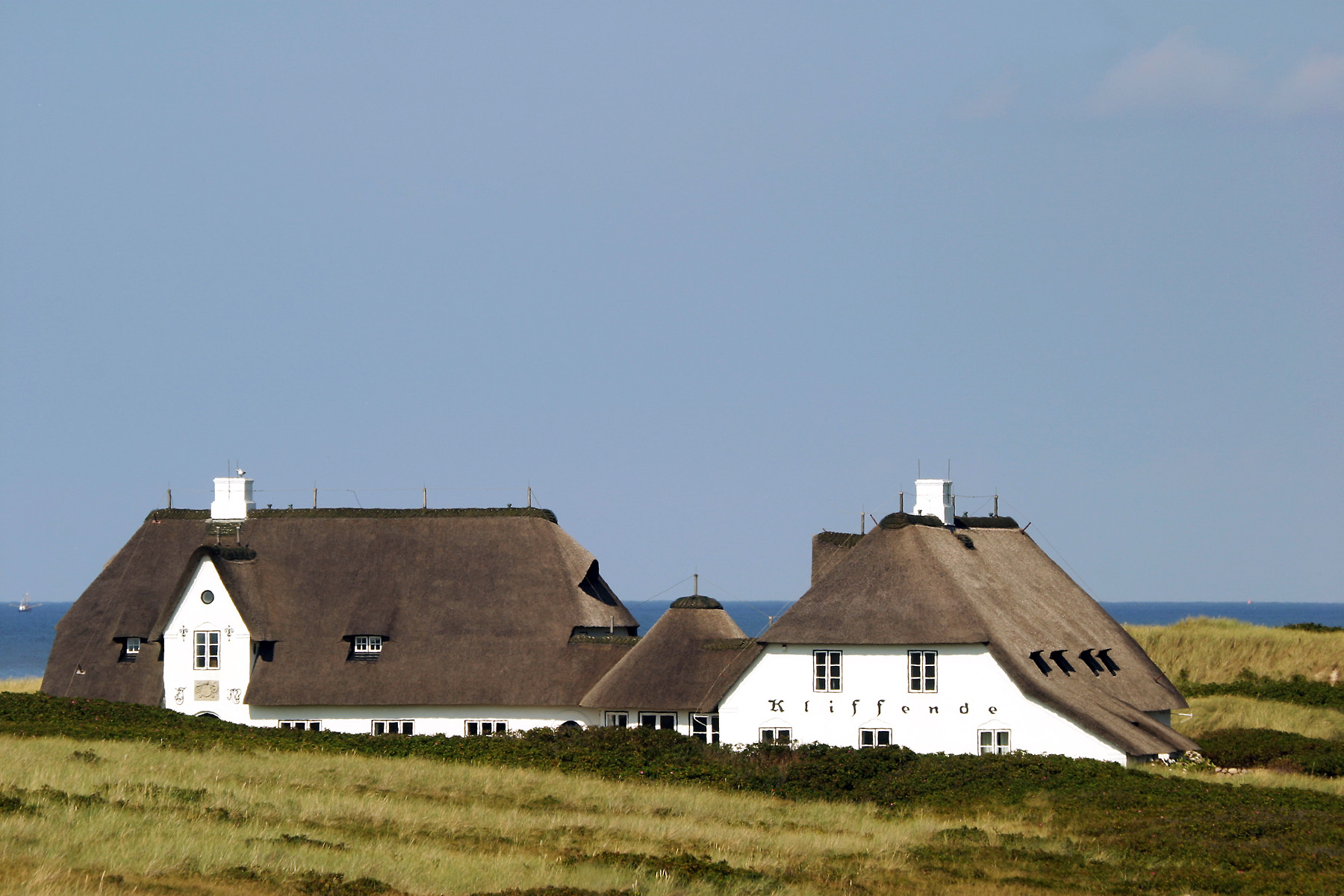
Haus Kliffende (1923)